# 菅原祥子のももんがTIME
菅原祥子のももんがTIME（すがわらさちこのももんがタイム）はKBS京都で放送されていたローカルラジオ番組（アニラジ）。当項ではリニューアル後の『菅原祥子のももんがTIME”（ツーダッシュ）』に関しても扱う。

## 概要
- パーソナリティー：菅原祥子
- アシスタント（"（ツーダッシュ）時代のみ）：松本さち

### 放送時間
- 無印
  - 1997年10月～1998年9月：日曜24:00～24:15
  - 1998年10月～1999年3月：土曜22:30～23:20
  - 1999年4月～9月：金曜22:00～23:00
  - 1999年10月～2000年3月：金曜24:00～24:30
  - 2000年4月～2001年3月：金曜24:00～24:25
  - 2001年4月～2003年9月：金曜24:00～24:30
- "（ツーダッシュ）
  - 2003年10月～2005年3月：金曜24:00～24:30
  - 2005年4月～12月：日曜22:00～22:30

## 歴史
1997年10月に放送開始。
当番組と入れ替わるように前身の『はいぱぁナイト（金曜→月曜）』から通算8年間の歴史に幕を閉じた『ハイヤングKYOTO月曜・日髙のり子のアロマチックナイト』に代わる看板アニラジとして局側の期待は大きかった。その為、『アロマチックナイト』内のコーナーの一つであった『アニメイトわくわく情報』が当番組に継承された。
その後、放送枠が度々変更されながらも（当初の15分体制が一時期1時間体制になった事もあった）、2000年4月からはインターネットラジオ放送も開始となった（著作権の都合で楽曲はカットされていた）。
そして2003年10月からは「”（ツーダッシュ）」としてリニューアル。それと同時に松本さちがアシスタントに加わった。
2005年12月に終了（全430回。先述の『アロマチックナイト』は前身の『はいぱぁナイト（金曜→月曜）』を合わせて全413回。KBS京都のアニラジとしては史上最多の放送回数）。当番組の終了をもって、純粋な意味でのKBS京都自社制作のアニラジは消滅となった（注：2005年10月から半年間、先述の日高が15分のミニ番組を担当していたが、アニラジ色は殆ど無かった）。

## 主なコーナー
所謂『ふつおた』ベースのコーナーが主体であった。

### 声優刑事
- 菅原が出演していた『ときめきメモリアル』のスピンオフ企画によるラジオドラマ。